# گاو کوهی
گاو کوهی (نام علمی: Taurotragus) نام یک سرده از زیرخانواده گاویان است.

## گونه‌ها
فهرست گونه‌ها.
- گاو کوهی بزرگ (جان ادوارد گری, ۱۸۴۷) – گاو کوهی بزرگ
- گاو کوهی معمولی (پیتر سایمون پالاس, ۱۷۶۶) – گاو کوهی معمولی

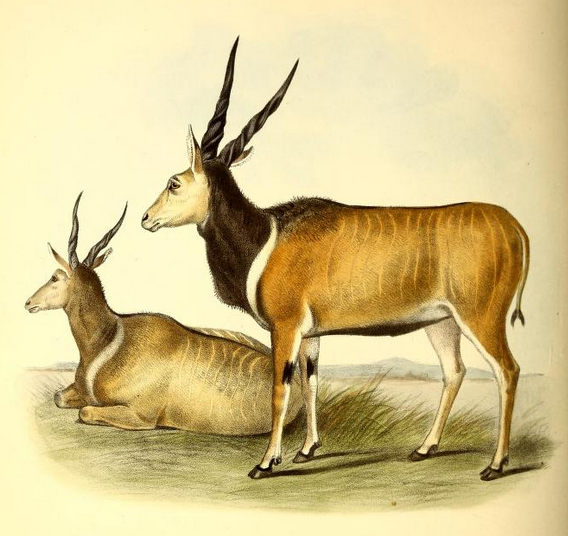
تصویر گاو کوهی بزرگ.
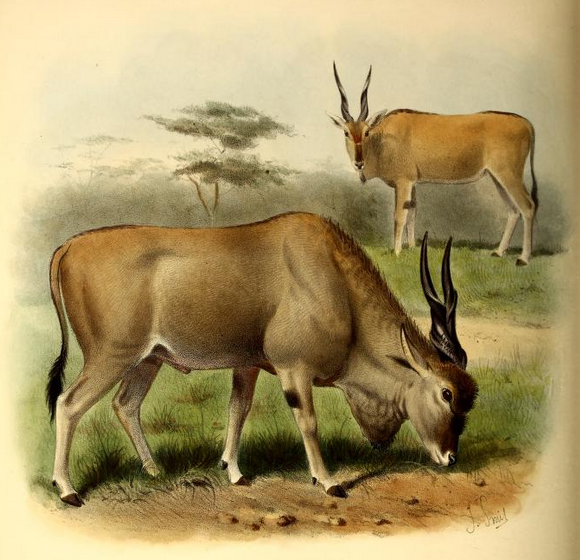
تصویر گاو کوهی معمولی.